# هاوسوورتس
هاوسوورتس (به آلمانی: Hauswurz) یک منطقهٔ مسکونی در آلمان است که در هسن واقع شده‌است. هاوسوورتس ۴۱۴ متر بالاتر از سطح دریا واقع شده‌است.